# Paracobitis
Paracobitis is een geslacht van straalvinnige vissen uit de familie van de bermpjes (Nemacheilidae).

## Soorten
- Paracobitis boutanensis (McClelland, 1842)
- Paracobitis ghazniensis (Bânârescu & Nalbant, 1966)
- Paracobitis hagiangensis Nguyen, 2005
- Paracobitis iranica Nalbant & Bianco, 1998
- Paracobitis longicauda (Kessler, 1872)
- Paracobitis malapterura (Valenciennes, 1846)
- Paracobitis maolanensis Li, Ran & Chen, 2006
- Paracobitis phongthoensis Nguyen, 2005
- Paracobitis posterodorsalus Li, Ran & Chen, 2006
- Paracobitis pulsiz (Krupp, 1992)
- Paracobitis rhadinaeus (Regan, 1906)
- Paracobitis tigris (Heckel, 1843)
- Paracobitis vignai Nalbant & Bianco, 1998